# Kuria (Kiribati)

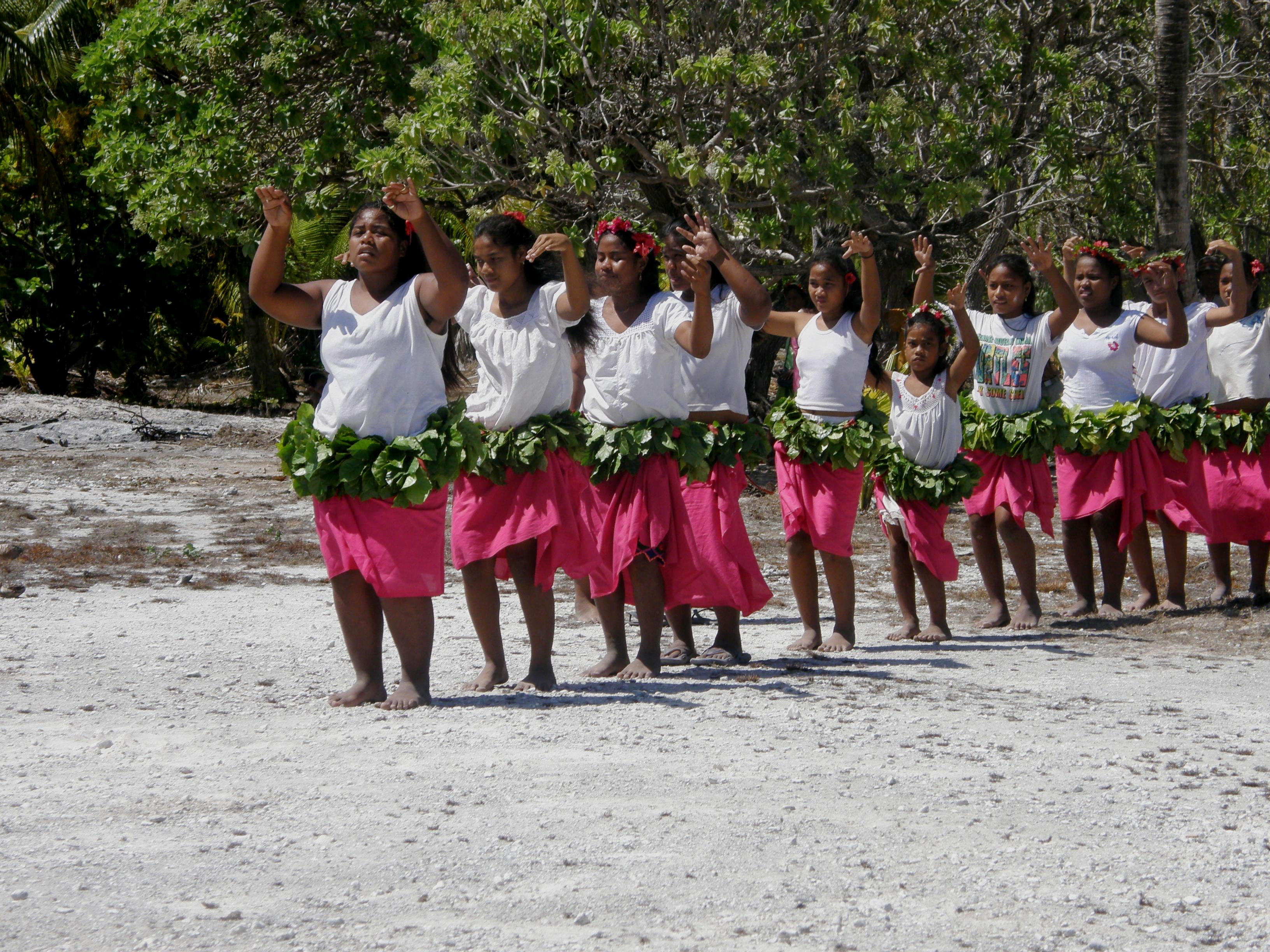
Mieszkańcy Kurii

Kuria – atol koralowy składający się z dwóch wysp w archipelagu Wysp Gilberta, położony w środkowej części Oceanu Spokojnego. Należy do Kiribati. Centrum administracyjnym wyspy jest Bouatoa.
Siedziba lokalnej rady wyspiarskiej.

## Ludność
Liczba mieszkańców w 2020 wynosiła 1190 osób. Kuria należy do najsłabiej zaludnionych wysp w państwie. Na Kurii jest 250 gospodarstw domowych. Średnia wielkość gospodarstwa domowego to 4,76 osoby.
Na wyspach atolu znajduje się 6 wsi (w nawiasie liczba mieszkańców):
- Bouatoa (128)
- Buariki (169)
- Manenaua (191)
- Norauea (247)
- Oneeke (154)
- Tabontebike (91)

Pięć wsi znajduje się na głównej wyspie. Na mniejszej wyspie leży Oneeke.

## Warunki naturalne
Wysepki atolu są stosunkowo szerokie w porównaniu do innych wysp archipelagu Gilberta (4,26 km w najszerszym miejscu i 8,94 km długości). Znajdują są tu dwa naturalne jeziora z wodą brachiczną. Wyspy otoczone są rafą koralową, nie mają laguny. Wody bogate są w ryby.
Głównym źródłem wody pitnej jest woda podziemna. Występują susze. Problemem są erozja wybrzeża i powodzie.

## Gospodarka, transport, edukacja
Ludność zajmuje się głównie rybołówstwem. Na wyspach uprawiane są banan, melonowiec właściwy, cyrtosperma, palma kokosowa, chlebowiec oraz inne rośliny. Uprawia się również warzywa w przydomowych ogródkach oraz prowadzi hodowle kur i świni. Słaba gleba ogranicza jednak rolnictwo. Ważną gałęzią gospodarki jest produkcja kopry.
Wyspy połączone są mostem. Znajduje się tu port lotniczy Kuria.
Na Kurii znajdują się 2 szkoły podstawowe i 1 szkoła ponadpodstawowa (junior secondary school).